# Chattrakan City FC
Der Chattrakan City Football Club (thailändisch สโมสรฟุตบอลชาติตระการ ซิตี้) ist ein thailändischer Fußballverein aus Chat Trakan, Provinz Phitsanulok. Der Verein spielt in der Northern Region der dritten Liga.

## Geschichte
Der Verein wurde 2021 gegründet. 2022 startete der Verein in der Northern Region der vierten Liga, der Thailand Amateur League. Am Ende der Saison 2023 wurde man Meister und stieg in die neugeschaffene Thailand Semi-Pro League auf. Hier trat man ebenfalls in der Northern Region an. Am Ende der Saison 2024 feierte man die Meisterschaft der Region sowie den Aufstieg in die dritte Liga. Hier spielt der Verein ebenfalls in Northern Region.

## Erfolge
- Thailand Semi-Pro League – North: 2024  ▲

## Stadion

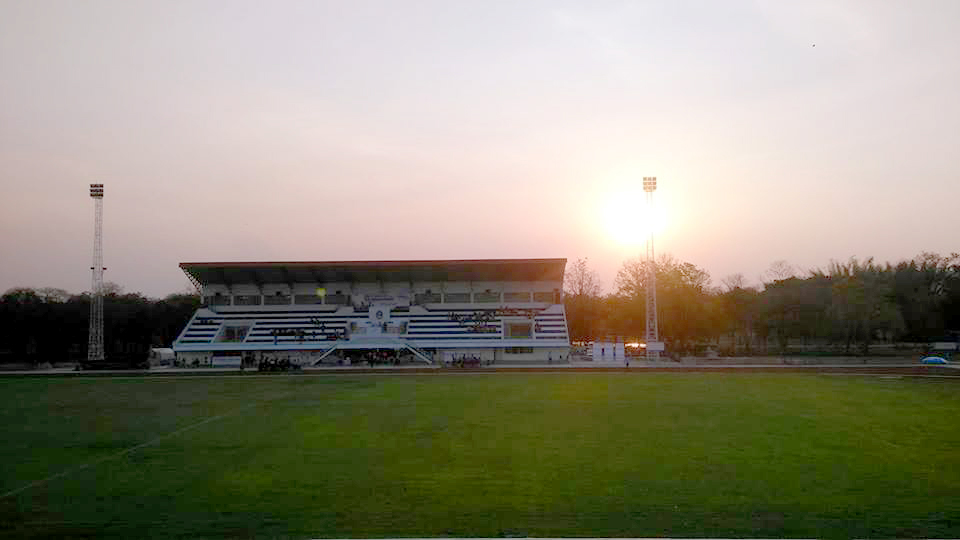
Pibulsongkram Rajabhat Stadium

Der Verein trägt seine Heimspiele im Pibulsongkram Rajabhat Stadium in Phitsanulok aus. Das Stadion hat ein Fassungsvermögen von 3000 Personen.

## Saisonplatzierung
| Saison  | Liga                             | Liga  | Liga   | Liga | Liga | Liga | Liga  | Liga   | Liga     | Pokal    | Pokal                  | Pokal        |
| Saison  | Liga                             | Level | Spiele | S    | U    | N    | Tore  | Punkte | Position | FA Cup   | League Cup             | T3 Cup       |
| ------- | -------------------------------- | ----- | ------ | ---- | ---- | ---- | ----- | ------ | -------- | -------- | ---------------------- | ------------ |
| 2022    | Thailand Amateur League – North  | 4     | 2      | 1    | 0    | 1    | 3:2   | 3      |          | 1. Runde | –                      |              |
| 2023    | Thailand Amateur League – North  | 5     | 6      | 5    | 1    | 0    | 17:4  | 16     | 1. ▲     | 1. Runde | –                      |              |
| 2024    | Thailand Semi-Pro League – North | 4     | 6      | 4    | 2    | 0    | 14:3  | 14     | 1. ▲     | 1. Runde | –                      |              |
| 2024/25 | Thai League 3                    | 3     | 20     | 5    | 5    | 10   | 21:30 | 20     | 10.      | –        | 1. Qualifikationsrunde | Gruppenphase |

## Aktueller Kader
Stand: 1. Februar 2025
| Nr. |          | Position | Name                      |
| --- | -------- | -------- | ------------------------- |
| 4   | Thailand | MF       | Khomkrit Santawong        |
| 8   | Thailand | MF       | Rattanachai Nualkham      |
| 9   | Thailand | ST       | Sarawut Chansam-Ang       |
| 10  | Thailand | MF       | Jetsadakorn Nuanthim      |
| 11  | Thailand | ST       | Weerawat Konsumbut        |
| 12  | Thailand | ST       | Jetsada Thapphueng        |
| 13  | Thailand | TW       | Pharit Galapackdee        |
| 14  | Thailand | MF       | Nakun Pinthong            |
| 15  | Thailand | AB       | Chindanai Wopngphasert    |
| 16  | Thailand | AB       | Phisan Soawwadi           |
| 17  | Thailand | AB       | Sutthiwat Sarak           |
| 19  | Thailand | AB       | Teeraphat Jantuan         |
| 20  | Thailand | MF       | Tanawat Lekthong          |
| 22  | Thailand | ST       | Punsa Hnunumkum           |
| 23  | Iran     | ST       | Mahdi Zarenezhad Hazehjan |
| 24  | Thailand | AB       | Peerakan Timkjib          |

| Nr. |          | Position | Name                   |
| --- | -------- | -------- | ---------------------- |
| 31  | Thailand | TW       | Thanakorn Premthong    |
| 37  | Japan    | MF       | Kazutaka Sato          |
| 39  | Thailand | TW       | Suracha Nokthongauthai |
| 43  | Thailand | ST       | Saran Tadtiang         |
| 44  | Thailand | AB       | Chirawat Dingam        |
| 49  | Thailand | MF       | Kittipong Thapthim     |
| 54  | Thailand | MF       | Phatsakon Fueangfung   |
| 59  | Thailand | AB       | Nonthakon Arngkaeo     |
| 69  | Thailand | TW       | Chaiwat Inmek          |
| 77  | Thailand | AB       | Natthapong Panklat     |
| 79  | Thailand | AB       | Sanit Aonseeda         |
| 88  | Thailand | MF       | Piyadanai Prasert      |
| 90  | Thailand | ST       | Supakorn Narknoi       |
| 92  | Thailand | MF       | Nakharin Pholrach      |
| 99  | Nigeria  | ST       | Oibo Okhai Godspower   |

## Trainer
| Trainer           | von          | bis |
| ----------------- | ------------ | --- |
| Ronachai Jinakate | 1. Juli 2024 |     |